# Вулька-Яґельчинська
Вулька-Яґельчинська (пол. Wólka Jagielczyńska) — село в Польщі, у гміні Черневиці Томашовського повіту Лодзинського воєводства.
Населення — 125 осіб (2011).
У 1975-1998 роках село належало до Пйотрковського воєводства.

## Демографія
Демографічна структура станом на 31 березня 2011 року:
|          | Загалом | Допрацездатний вік | Працездатний вік | Постпрацездатний вік |
| -------- | ------- | ------------------ | ---------------- | -------------------- |
| Чоловіки | 63      | 13                 | 41               | 9                    |
| Жінки    | 62      | 11                 | 37               | 14                   |
| Разом    | 125     | 24                 | 78               | 23                   |